# Mongólia nos Jogos Olímpicos de Verão de 2020
A Mongólia participa nos Jogos Olímpicos de Verão de 2020. O responsável pela equipa olímpica é o Comité Olímpico Nacional da Mongólia, bem como as federações desportivas nacionais da cada desporto com participação. Está representado por 43 atletas em 10 desportos.